# Royne Zetterman
Royne Jerry Zetterman, född 7 december 1957 i Kungsbacka, är en ryttare som tävlar i hästhoppning på internationell nivå. 2002 tog han silvermedaljen i VM med det svenska hopplandslaget i Jerez de la Frontera i Spanien. 1996-1998 vann Royne Zetterman SM-guldet tre år på raken med sin häst Vera. Han har två söner, Alexander och Daniel, som också tävlar i hoppning på hög nivå.
Han bedriver idag ett eget företag med uppfödning, träning och försäljning av hopphästar på sin gård i Skåne. 

## Biografi
Royne Zetterman började att rida och tävla i hoppning ganska tidigt. Redan under början av 1970-talet hade han stora framgångar som junior på sin ponny Red Fox. Vid sidan av ridandet tävlade han även i bågskytte och vann ett klubbmästerskap, men Zetterman satsade snart på enbart hästarna. 
Under slutet av 1980-talet och början av 1990-talet tävlade Royne Zetterman framgångsrikt bland annat med förstaplaceringar i Grand Prix i Luxemburg 1987, Stockholm 2006 och Falsterbo 2008. 1994 deltog han i sitt första VM med hingsten Irco Mena. Han har även deltagit i flera Världscuper, och blev bland annat etta i Världscups-kvalen år 2007 i s'Hertegenbosch, Holland. 
Zetterman har tävlat framgångsrikt med det svenska landslaget sedan 1990-talet, men den största bedriften var lag-silvret i VM 2002 i Jerez de la Frontera i Spanien. Han placerade sig även individuellt på en femteplats i EM i Mannheim år 2007. Zetterman har även vunnit svenska mästerskapen i hoppning sex gånger, varav tre gånger på raken år 1997 (inne och ute) och 1998 (ute) vilket han gjorde tillsammans med sitt sto Vera. Han har även tagit två silver och fyra brons.
I VM 2006 deltog hela tre hästar uppfödda på Zettermans gård.

## Meriter

### Medaljer

#### Guld
- SM 1997 i Kalmar (individuellt utomhus) med Vera
- SM 1997 i Örebro (individuellt inomhus) med Vera
- SM 1998 i Varberg (individuellt utomhus) med Vera
- SM 2002 i Strömsholm (individuellt inomhus) med Richmond Park
- SM 2013 i Billdal (individuellt inomhus) med Echo de Laubry
- SM 2015 på Wermland Equestrian Games (individuellt utomhus) med Echo de Laubry

#### Silver
- VM 2002 i Jerez de la Frontera (lag)
- SM 1993 i Borås (individuellt inomhus) med Irco Mena

#### Brons
- SM 1996 i Helsingborg (individuellt inomhus) med Vera
- SM 2006 i Varberg (individuellt utomhus) med Isaac

## Topphästar
- Irco Mena 763 (född 1982) Skimmelfärgad Halvblodshäst e:Irco Marco
- Vera brun halvblodshäst e: okänt ursprung
- Richmond Park (född 1993) brun halvblodshäst e: Coevers Diamond Boy
- Isaac (född 1996) brun Svenskt halvblod e:Feliciano 823